# Кузькозеро
Кузькозеро — озеро на территории Сосновецкого сельского поселения Беломорского района Республики Карелии.

## Общие сведения
Площадь озера — 1,9 км², площадь водосборного бассейна — 219 км². Располагается на высоте 102,8 метров над уровнем моря.
Форма озера треугольная, продолговатая: оно вытянуто с северо-запада на юго-восток. Берега каменисто-песчаные, местами заболоченные.
Через озеро протекает река Шуя, впадающая в Белое море.
На северо-западе озера расположен один относительно крупный остров без названия, огибая который, Шуя двумя протоками вытекает из Кузькозера..
Код объекта в государственном водном реестре — 02020001411102000006611.